# Премия мира немецких книготорговцев

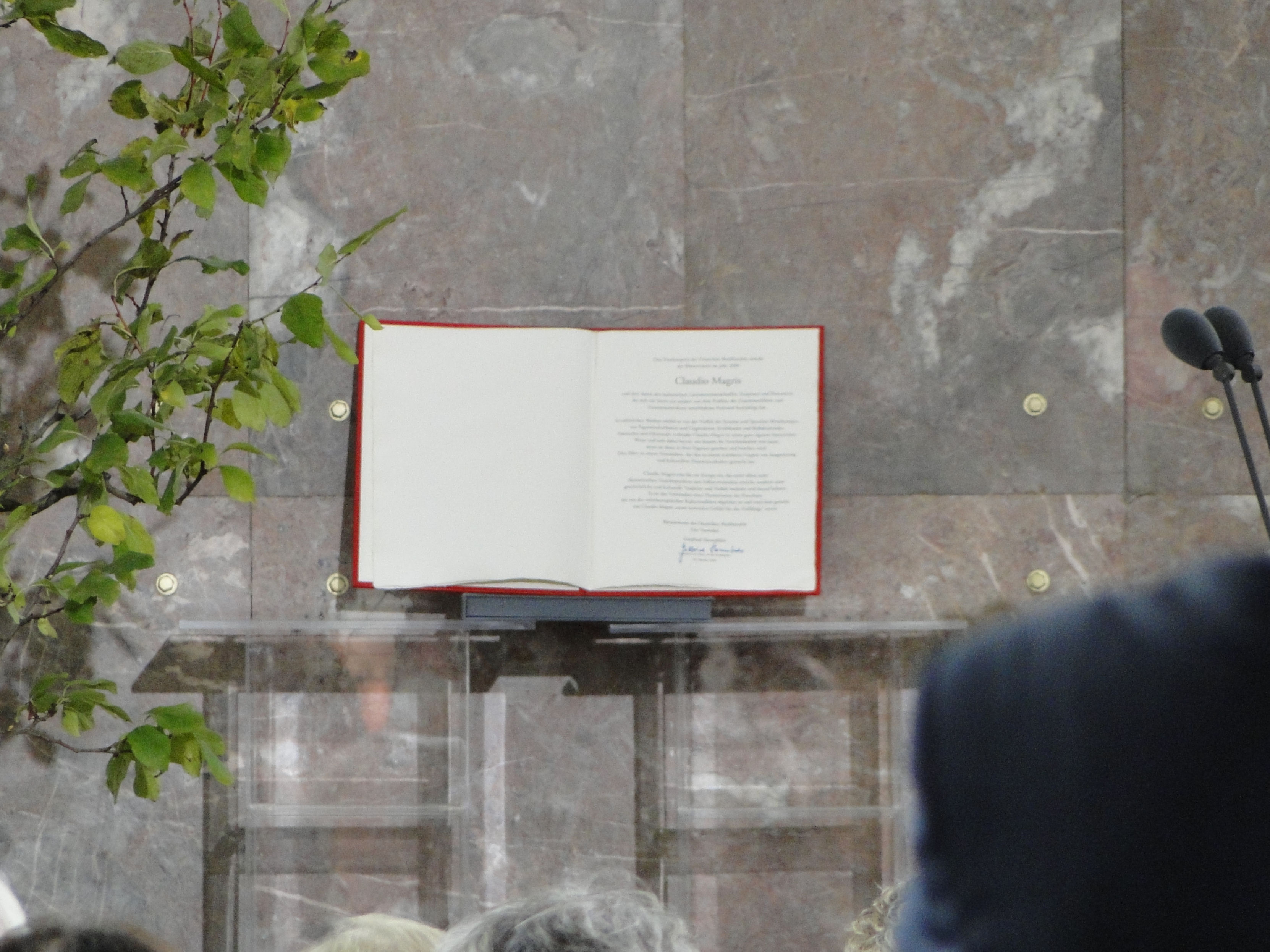
Премия мира немецких книготорговцев 2009

Премия Мира немецких книготорговцев (нем. Der Friedenspreis des Deutschen Buchhandels) — международная награда деятелям литературы, науки и искусства за вклад в развитие мира и взаимопонимания между народами. Учреждённая в 1949 году премия в 25 000 евро ежегодно вручается Биржевым союзом немецких книготорговцев во время Франкфуртской книжной ярмарки. Торжественная церемония вручения проходит в церкви Паульскирхе во Франкфурте-на-Майне.

## Лауреаты
- 2025 —  Карл Шлегель[1]
- 2024 —  Энн Эпплбаум[2]
- 2023 —  Салман Рушди[3].
- 2022 —  Сергей Жадан[4]
- 2021 —  Цици Дангарембга[5]
- 2020 —  Амартия Сен[6]
- 2019 —  Себастьян Салгаду[7]
- 2018 —  Ян Ассман и Алейда Ассман[8]
- 2017 —  Маргарет Этвуд
- 2016 —  Каролин Эмке
- 2015 —  Навид Кермани
- 2014 —  Джарон Ланье
- 2013 —  Светлана Алексиевич
- 2012 —  Ляо Иу
- 2011 —  Буалем Сансаль
- 2010 —  Давид Гроссман
- 2009 —  Клаудио Магрис
- 2008 —  Ансельм Кифер
- 2007 —  Саул Фридлендер
- 2006 —  Вольф Лепенис
- 2005 —  Орхан Памук
- 2004 —  Петер Эстерхази
- 2003 —  Сьюзен Зонтаг
- 2002 —  Чинуа Ачебе
- 2001 —  Юрген Хабермас
- 2000 —  Ассия Джебар
- 1999 —  Фриц Штерн
- 1998 —  Мартин Вальзер
- 1997 —  Яшар Кемаль
- 1996 —  Марио Варгас Льоса
- 1995 —  Аннемари Шиммель
- 1994 — Хорхе Семпрун
- 1993 — Фридрих Шорлеммер
- 1992 — Амос Оз
- 1991 — Дьёрдь Конрад
- 1990 — Карл Дедециус
- 1989 — Вацлав Гавел
- 1988 — Зигфрид Ленц
- 1987 — Ханс Йонас
- 1986 — Владислав Бартошевский
- 1985 — Тедди Ко́ллек
- 1984 — Октавио Пас
- 1983 — Манес Шпербер
- 1982 — Джордж Кеннан
- 1981 — Лев Копелев
- 1980 — Эрнесто Карденаль
- 1979 — Иегуди Менухин
- 1978 — Астрид Линдгрен
- 1977 — Лешек Колаковский
- 1976 — Макс Фриш

…
- 1973 — Римский клуб
- 1972 — Януш Корчак
- 1971 — Марион Дёнгоф
- 1970 — Альва Мюрдаль и Гуннар Мюрдаль
- 1969 — Александр Митчерлих
- 1968 — Леопольд Седар Сенгор
- 1967 — Эрнст Блох

…
- 1965 — Нелли Закс
- 1964 — Габриэль Марсель
- 1963 — Карл Фридрих фон Вайцзеккер
- 1962 — Пауль Йоханнес Тиллих
- 1961 — Сарвепалли Радхакришнан
- 1960 — Виктор Голланц
- 1959 — Теодор Хойс
- 1958 — Карл Ясперс
- 1957 — Торнтон Уайлдер

…
- 1955 — Герман Гессе
- 1954 — Карл Якоб Буркхардт
- 1953 — Мартин Бубер
- 1952 — Романо Гвардини
- 1951 — Альберт Швейцер